# Mata (Porqueres)
Mata és una entitat de població del municipi de Porqueres situat a la comarca del Pla de l'Estany. En el cens de 2006 tenia 1903 habitants.
Mata era un ens local independent (encara que la parròquia era sugrafània de la de Corts) a principis del S. XIX, però amb la política de reducció de municipis el seu terme va ser incorporat al de Porqueres el 1846.
El principal element arquitectònic és l'església de Sant Andreu de Mata, d'origen romànic però reformada.
En aquest nucli és on hi ha l'ajuntament del municipi, així com l'única estació que es conserva del Tren Girona-Banyoles, conegut com el tren pinxo.
La festa major de Mata, quan era un poble separat del municipi de Porqueres, era per Sant Andreu.